# Blohm & Voss P 200
Die Blohm & Voss BV P 200 war der Projektentwurf eines Transatlantik-Großflugboots, das zwar während des Zweiten Weltkriegs von Richard Vogt geplant wurde, aber für den friedensmäßigen Transatlantik-Verkehr eingesetzt werden sollte. Die Baubeschreibung vom 4. Juli 1941 wurde bereits ein dreiviertel Jahr nach dem ersten Flug der BV 222 vorgelegt, aber nicht weiterverfolgt.

## Konstruktion
Der konstruktive Aufbau der P 200 entsprach in allen Gruppen der BV 222. Der Rohrholm des Tragflügels hatte einen Durchmesser von 1,75 m und reichte auch für die Unterbringung der gesamten Kraftstoffmenge von 70.000 kg aus. Die BV P 200 sollte mit acht Triebwerken von je 4.000 PS über eine Gesamtleistung von 32.000 PS verfügen. Erfahrungsgemäß macht es keine Schwierigkeiten, 6,5 bis 7 kg/PS aus dem Wasser zu heben und so gelangt man zu einem Abfluggewicht von 210 bis 225 Tonnen. 
Das Großflugboot sollte auf drei Decks insgesamt 120 Passagiere transportieren können. Die Bootsbreite sollte 5,4 m, die Bootshöhe 10,0 m betragen. Bei der Raumaufteilung sind besonders der ca. 60 m² große, zentral im mittleren Deck gelegene Speisesaal mit Sitzgelegenheit für 65 Personen und der attraktive, 50 m² große Aufenthaltsraum im obersten Deck zu erwähnen. Die gesamte konstruktive Auslegung ähnelt der der späteren Hughes H-4.

## Technische Daten
| Kenngröße            | Daten                                  |
| -------------------- | -------------------------------------- |
| Besatzung            | 14                                     |
| Passagiere           | 120                                    |
| Länge                | 70 m                                   |
| Spannweite           | 85 m                                   |
| Höhe                 | ca. 17,50 m                            |
| Flügelfläche         | 715,00 m²                              |
| Flügelstreckung      | 10,1                                   |
| Leermasse            | 115.000 kg                             |
| max. Startmasse      | 210.000 kg                             |
| Flächenbelastung     | 295 kg/m²                              |
| Reisegeschwindigkeit | 390 km/h in 3.000 m Höhe               |
| Startstrecke         | 900 m                                  |
| Dienstgipfelhöhe     | k. A.                                  |
| Reichweite           | 8.000 km                               |
| max. Flugdauer       | 20:50 h                                |
| Steigleistung        | 2,50 m/s                               |
| Triebwerke           | 8 × BMW 803 mit je 4.000 PS (2.942 kW) |
| Leistungsbelastung   | 6,5 kg/PS                              |